# Companhia Mogiana de Estradas de Ferro
A Companhia Mogiana de Estradas de Ferro foi uma companhia ferroviária brasileira criada em 1872 com sede na cidade paulista de Campinas. Sua construção inscreve-se na história da expansão da cultura do café em direção ao interior da então Província de São Paulo, constituindo-se, inicialmente, por um simples prolongamento da ferrovia então existente, até Mogi-Mirim e de um ramal para Amparo, com um seguimento até às margens do Rio Grande. A proposta original, entretanto, de estender seus trilhos até Goiás, ao norte, nunca ocorreu.
Permaneceu em atividade de maio de 1875 até outubro de 1971, quando foi extinta e incorporada à FEPASA - Ferrovia Paulista S/A.

## História

### Antecedentes
No começo de 1870 surgiu a primeira sugestão para a construção de uma ferrovia de Campinas para Mogi Mirim, proposta por João Elisiario de Carvalho Montenegro (numa carta escrita para a Gazeta de Campinas sob o psedônimo Julio de Arouce). 
O deputado provincial Campos Sales contesta e defende Rio Claro, embora cite que Mogi Mirim poderia receber um ramal secundário. 
Os fazendeiros da região de Mogi-Mirim defendiam inicialmente a construção da ferrovia entre Campinas e Mogi. Posteriormente, passaram a defender que a ferrovia poderia atender Mogi e Rio Claro simultaneamente. Por fim, aceitaram a ideia ventilada anteriormente por Campos Sales sobre a construção de um ramal secundário.
Francisco Quirino dos Santos, dono da Gazeta de Campinas, se opôs ao projeto por contemplar bitola métrica, observando a quebra de bitola em relação a Companhia Paulista e a menor capacidade de transporte da bitola métrica em relação a bitola larga.
Apenas em fevereiro de 1872 surgiu o primeiro projeto detalhado, apresentado por Rufino Eneias Gustavo Galvão.

### Formação da Companhia Mogiana

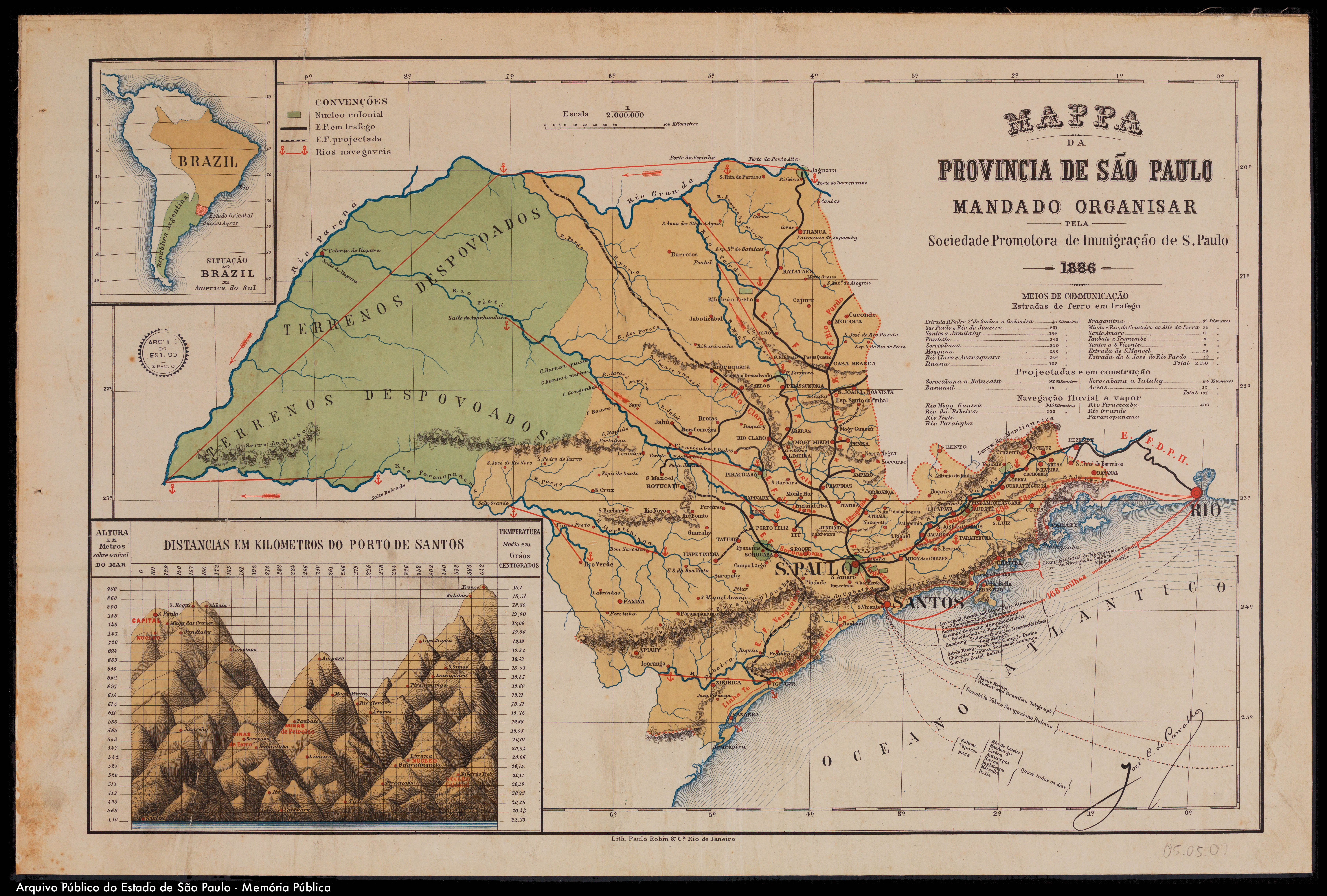
Mapa das linhas ferroviárias do Estado de São Paulo em 1886.

Começa com a concessão para a construção da ferrovia ocorrida nos termos da lei provincial número 18, de 21 de março de 1872. A companhia também contava com privilégios de zona ou concessão exclusiva por noventa anos com uma contra garantia de juros de 7% sobre o capital de três mil contos de réis (ou R$ 369.000.000,00 [trezentos e sessenta e nove milhões de reais] em valores convertidos, levando em consideração a inflação e cotação do ouro, aproximadamente)  habitual nas concessões fornecidas à época, e concedia privilégio, sem garantias de juros, para o prolongamento da linha até as margens do Rio Grande, passando por Casa Branca e Franca.
No dia 1 de julho de 1872, no Paço da Câmara Municipal de Campinas, reuniram-se em Assembleia Geral os acionistas da nova empresa, entre os quais a família Silva Prado, Antônio de Queirós Teles e José Estanislau do Amaral que eram grandes proprietários de plantações de café e o barão de Tietê, por si próprio e pela empresa de Seguros que presidia, a Companhia União Paulista. A reunião realizada visava a discussão e aprovação do projeto e de seus estatutos, assim como a eleição da diretoria provisória que deveria gerir os negócios da empresa até à sua organização definitiva. A primeira diretoria ficou assim constituída:
- Dr. Antônio de Queirós Teles (Barão, Visconde e Conde de Parnaíba)
- Tenente-coronel José Egídio de Sousa Aranha
- Dr. Antônio Pinheiro de Ulhoa Cintra (Barão de Jaguara)
- Capitão Joaquim Quirino dos Santos
- Antônio Manuel Proença.

Estes mesmos diretores foram eleitos em caráter definitivo na assembleia geral realizada em 30 de março de 1873.
Ficava assim constituída a Companhia Mogiana com o capital de três mil contos de réis, divididos em pouco mais de dez mil ações no valor nominal de duzentos contos de réis cada. Em 1873 a Companhia Mogiana possuía 315 acionistas entre empresas e pessoas. A maior acionista era a Companhia União Paulista, de José Manuel da Silva (Barão do Tietê), com seiscentas ações subscritas.

### Obras e inauguração
Após a formação da Companhia Mogiana de Estradas de Ferro, sua diretoria contratou o engenheiro Joaquim Miguel Ribeiro Lisboa para o cargo de engenheiro-chefe. Lisboa iniciou o levantamento topográfico da primeira de suas três seções em dezembro de 1872.
As obras da ferrovia foram iniciadas em 28 de agosto de 1873 pelo empreiteiro contratado, Pedro Rampi, com o movimento de solo às margens do rio Atibaia.

### Expansão

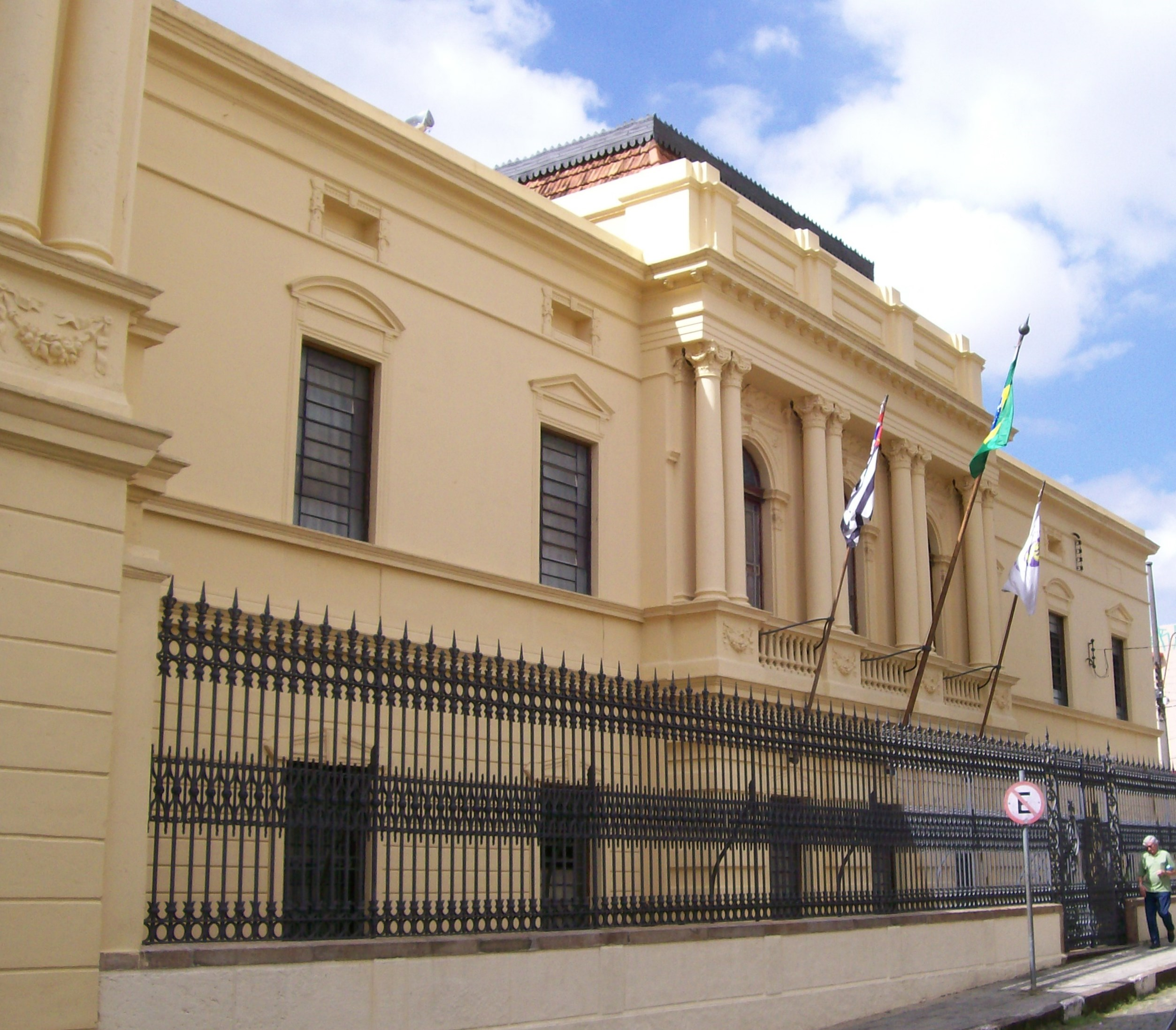
O Palácio da Mogiana, na cidade de Campinas, sediou a CMEF de 1910 até 1926 e teve atividades da empresa até 1972

Em 3 de maio de 1875 era concluída a primeira etapa entre Campinas e Jaguari (atual Jaguariúna), numa distância de 34 quilômetros.
Três meses depois a estrada chegava em Mogi Mirim totalizando 41 km. O tráfego, nesse trecho, foi inaugurado em 27 de agosto de 1875 com a presença do imperador D. Pedro II. Neste mesmo ano ficou pronto o ramal de Amparo, numa extensão de trinta quilômetros. Em janeiro de 1878, a estrada chegou em Casa Branca, a 172 quilômetros de Campinas.
No ano de 1880, após muitos debates com a Companhia Paulista, levando-se em conta os privilégios de zona, a Mogiana conseguiu a concessão para prolongar seus trilhos até a cidade de Ribeirão Preto (na época chamada Vila do Entre Rios) tudo dentro da então Província de São Paulo.
Posteriormente a Mogiana partiu para a construção do trecho que levaria seus trilhos ao Triângulo Mineiro e Sul de Minas Gerais, com vista a atrair a economia local para a paulista e vice versa.

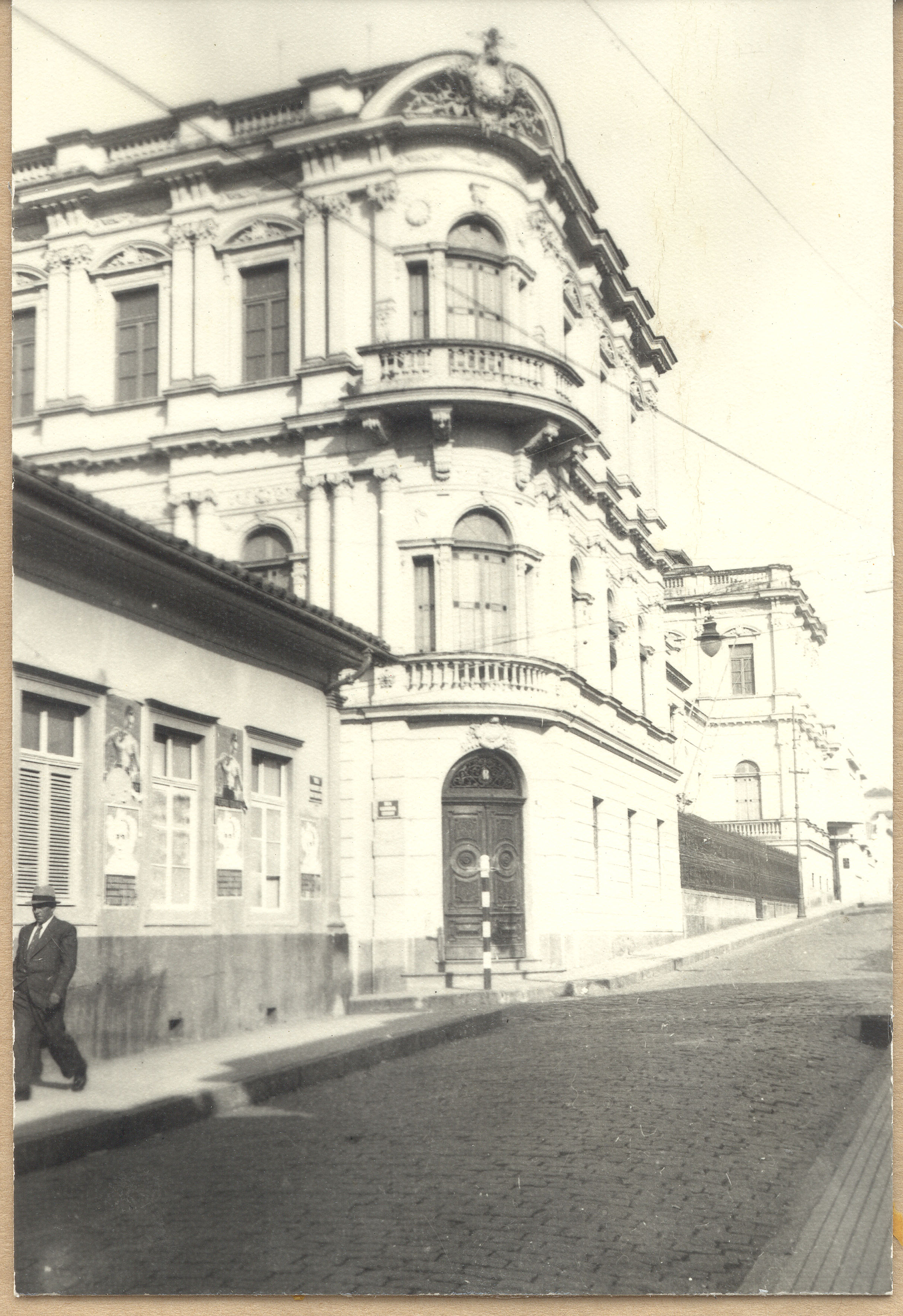
Escritório Central da Companhia Mogiana de Estradas de Ferro, tomada a partir da Rua Visconde Rio Branco

O ramal de Poços de Caldas foi concluído em 1886, o Rio Grande foi atingido em 1888. O ramal de Franca em 1889.
Nessa época a empresa recebeu o nome de Companhia Mogiana de Estradas de Ferro e Navegação, tendo em vista que em 1888 iniciava o serviço de navegação fluvial pelo Rio Grande, com o transporte de mercadorias e gado em grandes batelões (ou chatas de madeira), com capacidade de quinze toneladas cada um.
Ainda em 1889, na tentativa de quebrar o monopólio britânico sobre a rota do porto de Santos, a Companhia Mogiana planejou construir um novo ramal partindo de sua linha em Atibaia, seguindo o lado paulista aos pés da Serra da Mantiqueira, cortando o Vale do Paraíba até chegar ao porto de São Sebastião, criando outro acesso das plantações de café paulista a um porto de escoação para o exterior, fora da zona de privilégio da São Paulo Railway. Porém, os administradores da SPR, ao saberem do projeto, compraram a Estrada de Ferro Bragantina, que estava bem no meio do trajeto necessário, e a expandiram, impossibilitando definitivamente a passagem de outra ferrovia na região sem ferir as proteções legais de concessão.
Pelo Decreto nº 977, de 5 de agosto de 1892, recebeu autorização para prolongar suas linhas (linha de Ressaca) até Santos, como o mesmo não foi cumprido, 17 de outubro de 1900, foi editado o Decreto nº 3811, prorrogando o prazo em mais três anos. Nunca essa linha foi construída.
A linha-tronco da Mogiana (também conhecida como "linha do Catalão") foi a primeira ferrovia a transpor o rio Grande, que marca a divisa da então Província de São Paulo com região do Triângulo Mineiro. A primeira ponte sobre o rio foi erguida em 1888 num trecho onde a água se afunila em corredeiras, próximo do local onde havia a cachoeira de Jaguara. Logo após a ponte, que era exclusiva para passagem ferroviária, havia a estação de Jaguara, ligada a um porto fluvial no Rio Grande. As ruínas da ponte e da estação ainda podem ser vistas logo abaixo da usina hidrelétrica de mesmo nome.

Mapa da Província de SãoPaulo, organizado pelo Escritório Técnico da Companhia Mogyana.

Adentrando Minas Gerais, a linha-tronco atendia as cidades de Sacramento (ligada à estação Cipó por linha de bonde), Conquista e Uberaba, onde a ferrovia chegou em 1889. Em 1895 os trilhos chegaram a Uberabinha (atual Uberlândia) e um ano depois ao ponto final na cidade de Araguari. Apesar de prevista no projeto original, a extensão da linha até Catalão, já no estado de Goiás, nunca foi feita pela Cia, Mogiana, e acabou sendo executada pela Estrada de Ferro de Goiás.
A presença da Cia Mogiana no oeste do estado de Minas Gerais, tornou as ligações desta região mais rápidas e fáceis com São Paulo do que com a região central do próprio estado e com a sua capital Belo Horizonte.
Em comemoração aos 25 anos de fundação da Companhia Mogiana, em 2 de dezembro de 1897 foi construído um monumento feito em ferro fundido em sua homenagem. Inicialmente, ele se localizava na antiga Praça dos Ferroviários (atual Terminal Rodoviário) e depois foi transferido para frente da Estação Cultura, onde permanece até hoje.
Por volta de 1899, a Mogiana iniciou a construção de uma variante à linha-tronco, ligando a estação Entroncamento (em Ribeirão Preto) a Santa Rita do Paraíso (atual Igarapava), às margens do Rio Grande, onde a linha chegou em 1905. Dez anos depois, a construção de uma grande ponte metálica rodoferroviária permitiu a extensão da linha até Uberaba, reduzindo significativamente a distância entre o Triângulo Mineiro e Ribeirão Preto. Em pouco tempo, o chamado Ramal de Igarapava passou a concentrar a maior parte do tráfego, suplantando a antiga linha-tronco.

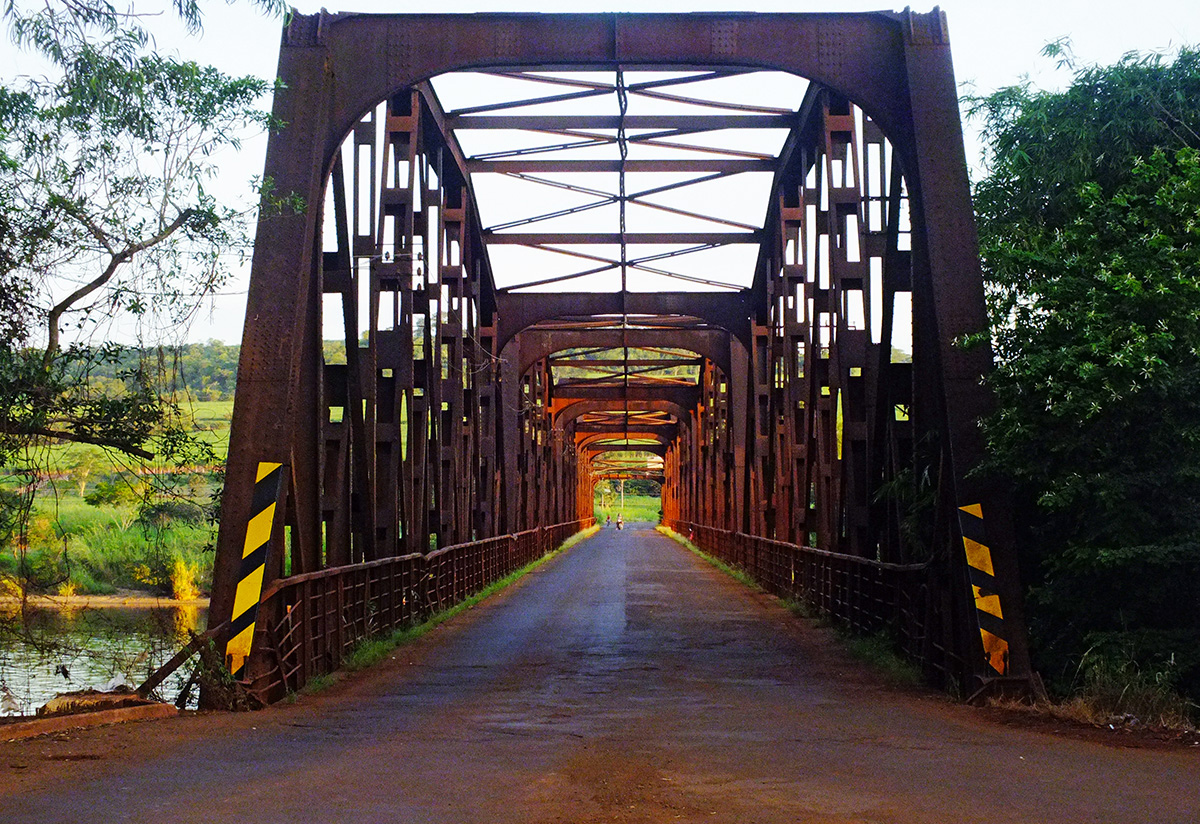
Ponte rodoferroviária sobre o Rio Grande erguida em 1915 pela Companhia Mogiana de Estradas de Ferro entre as cidades de Igarapava (SP) e Delta (MG). Foi usada pela ferrovia até 1979 e como ligação rodoviária entre a BR-050 e a SP-330 até 2001. Atualmente recebe apenas tráfego local.

### Ferrovias incorporadas
A Mogiana ainda incorporou mais duas ferrovias:
- Companhia Ramal Férreo do Rio Pardo (1888);
- Companhia Agrícola Santos Dumont (1890).

### Declínio
Na década de 1930, com o declínio da produção de café e os problemas econômicos originados pela Segunda Guerra Mundial, a Mogiana entrou em dificuldades financeiras, que se refletiram negativamente na prestação de seus serviços e passou a ser controlada pelo Governo do Estado de São Paulo em 1952
Em 1967 a Mogiana já estatal, assumiu a administração da Estrada de Ferro São Paulo e Minas, cujas linhas correm entre as cidades de São Simão (SP) até São Sebastião do Paraíso (MG).
Em novembro de 1971, a Companhia Mogiana de Estradas de Ferro foi incorporada pela FEPASA empresa estatal do ramo ferroviário, atualmente desativada e seccionada em quatro novas concessões por vinte anos.

## Fatos Históricos
A Companhia Mogiana de Estradas de Ferro, teve quase dois mil quilômetros de linhas, servindo aos estados de São Paulo e Minas Gerais até 1971, quando foi incorporada à Fepasa.
O último trecho foi inaugurado em 1921, quando os trilhos da CM chegaram em Passos (MG).

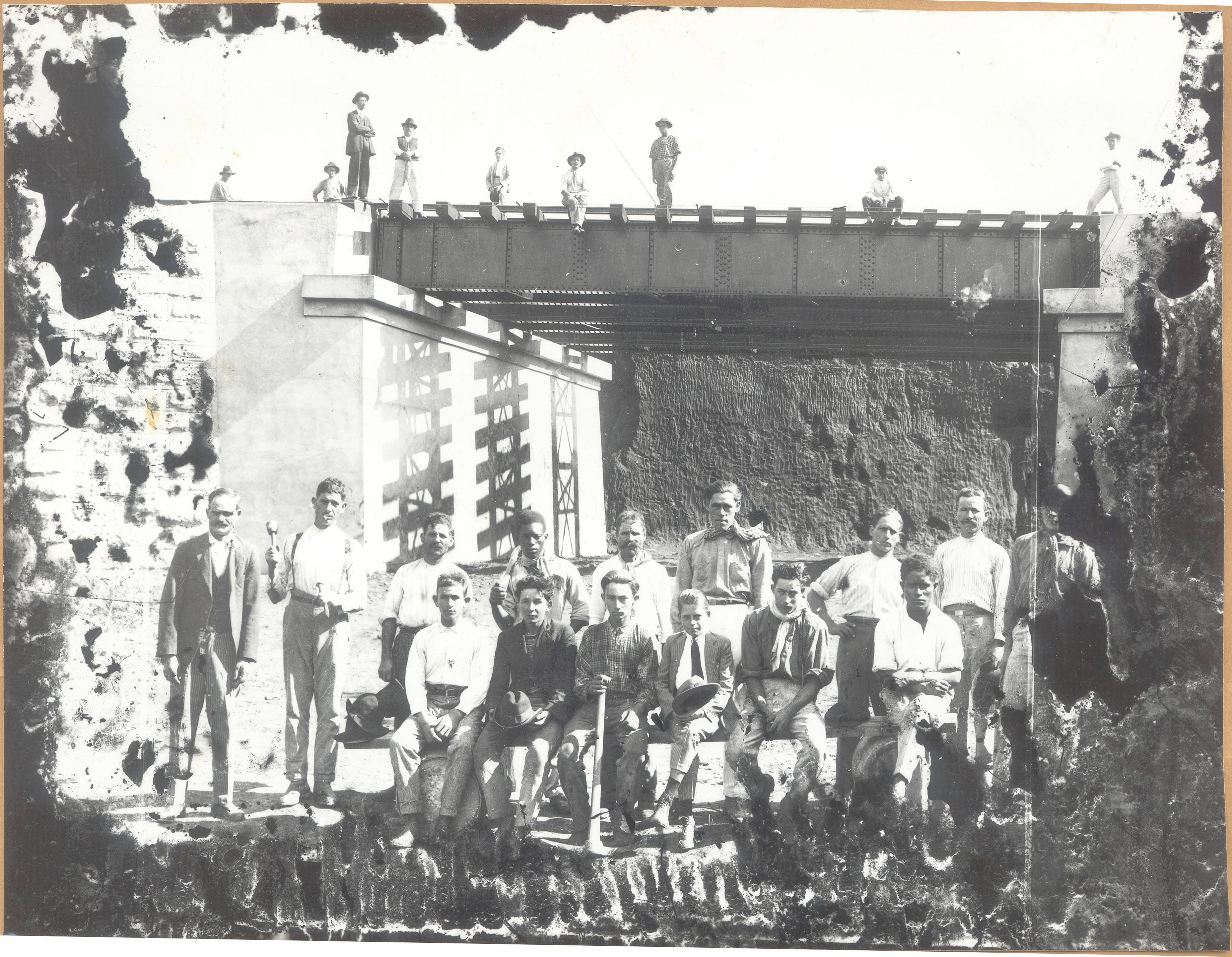
Passagem inferior da Companhia Mogiana de Estradas de Ferro (cerca de 1912)

Inicialmente denominada Companhia Mogiana de Estradas de Ferro e Navegação, teve seus primeiros cinquenta anos marcados pela expansão de suas linhas ou tentativas de fusão com a Companhia Paulista. Em 1936, cria a Companhia Mogiana de Transportes, mais tarde Rodoviário da Cia. Mogiana. A segunda metade de sua vida é marcada pela crise financeira que culmina com a sua encampação pelo Governo do Estado de São Paulo, em 1952. Nesse mesmo ano, inicia o processo de dieselização, com aquisição das primeiras locomotivas diesel-elétricas GE-Cooper Bessemer, continuando com a chegada de 30 locomotivas EMD-GM em 1957 e mais 23 delas, em 1960.
A Mogiana procurou modernizar seus equipamentos fabricando carros metálicos e comprando novos vagões de carga, não obstante os seguidos déficits provocaram a unificação das ferrovias paulistas, Companhia Paulista de Estradas de Ferro, Estrada de Ferro Sorocabana, Estrada de Ferro Araraquara, Estrada de Ferro São Paulo e Minas (desde 1967 sob administração da CM) e a Mogiana, criando-se assim a Fepasa em 1971. Em 1968, inaugura o serviço de transporte de passageiros para Brasília, utilizando carros Budd-Mafersa adquiridos da Estrada de Ferro Sorocabana.
Dos dois mil quilômetros de linhas que possuía em 1922, restavam apenas 1500 em 1970, sendo que vários ramais foram desativados entre 1956 a 1970.
A Fepasa, privatizada em fins de 1998, não conseguiu manter os níveis de serviços prestados, principalmente no transporte de passageiros, provocando a total extinção dessa modalidade.
A CM tinha oficinas em Campinas (uma das maiores e mais completas do Brasil), Ribeirão Preto e Uberaba. Além de depósitos de locomotivas em Aguaí e Guaxupé. Na oficina de Campinas foram fabricados locomotivas a vapor, carros de passageiros, vagões de carga e inúmeros componentes. Serviu, entre outros, aos municípios  de  Campinas, Jaguariúna, Pedreira, Amparo, Socorro, Serra Negra, Santo Antônio de Posse, Mogi-Mirim, Mogi-Guaçu, Aguaí, Casa Branca, São José do Rio Pardo, Ribeirão Preto, Batatais, Sertãozinho, Franca, São João da Boa Vista, Espírito Santo do Pinhal, São Simão, Cajuru, Itapira, Mococa no estado de São Paulo, Uberaba, Uberlândia, Araguari, Poços de Caldas, Guaranésia, Guaxupé, Monte Santo de Minas, Conquista, Itaú de Minas, Passos em Minas Gerais.

## Linhas
- Tronco Campinas - Araguari
- Ramal de Igarapava
- Ramal de Caldas
- Ramal de Sertãozinho
- Ramal de Cajuru
- Ramal de Serra Negra

## Preservação
Atualmente, a Mogiana é uma das ferrovias que mais têm sua história preservada. Entre Campinas e Jaguariúna, na linha tronco (desativada em 1973 e substituída pelo Corredor de Exportação Araguari-Santos), a Associação Brasileira de Preservação Ferroviária opera a Viação Férrea Campinas-Jaguariúna, desde 1977, possuindo em seu acervo, entre outros, 17 locomotivas a vapor e cerca de 40 carros de passageiros. Em Monte Alegre do Sul, a prefeitura mantém um trem turístico ao longo de 1,5 quilômetros do antigo Ramal de Socorro, utilizando a locomotiva #351 e um carro da Estrada de Ferro Sorocabana. Boa parte do material rodante originário da Companhia Mogiana se encontra preservado por todo o país:

### Locomotivas a vapor
| Número | Imagem | Rodagem | Ano de Fabricação | Fabricante               | Bitola   | Notas |
| ------ | ------ | ------- | ----------------- | ------------------------ | -------- | --- |
| 1      |        | 2-4-2WT | 1888              | Sharp, Stewart, & Co.    | 0,600 mm | Vendida em 1897 para a Companhia Carril Agrícola Funilense, posteriormente operou na Usina Esther. Preservada em Cosmópolis. |
| 2      |        | 2-4-2WT | 1888              | Sharp, Stewart, & Co.    | 0,600 mm | Vendida em 1897 para a Companhia Carril Agrícola Funilense, posteriormente operou na Usina Esther. Preservada em Cosmópolis. |
| 6      |        | 0-6-2ST | 1895              | Baldwin Locomotive Works | 0,600 mm | Vendida para a Usina Esther, se encontra preservada na Agropecuária Anhumas, em Campinas. |
| 10     |        | 2-6-0+T | 1897              | Baldwin Locomotive Works | 0,600 mm | Encomendada para substituir as duas locomotivas Sharp Stewart nº1 e nº2 que foram para a Funilense. Em 1916, foi vendida ao Tramway da Cantareira, onde recebeu o número 9. Em 1950, foi vendida novamente, para a Usina Santa Teresa (em Goiana, em Pernambuco), e lá operou até os anos 1990, sendo, depois, abandonada. Foi resgatada e levada para o País de Gales, onde está sendo restaurada na Brecon Mountain Railway. |
| 104    |        | 4-6-0+T | 1885              | Sharp, Stewart, & Co.    | 1,000 mm | Preservada estática em Olímpia, em São Paulo. |
| 1??    |        | 4-6-0+T | 1891              | Sharp, Stewart, & Co.    | 1,000 mm | Vendida para a Usina Tamoio. Preservada estática no Parque Pampas Safari, em Gravataí, no Rio Grande do Sul. |
| 208    |        | 4-6-0+T | 1913              | Baldwin Locomotive Works | 1,000 mm | Foi a última locomotiva a trafegar no Ramal de Socorro, em 1966. Fez parte do patrimônio transferido para a Ferrovia Paulista S.A., em 1971. Encontra-se preservada em ótimas condições na cidade de Socorro, no caminho turístico do bairro da Pompéia, próximo ao hotel A.F.E.P.E.S.P, na avenida Vicente Lomônico. |
| 302    |        | 4-6-0+T | 1896              | Beyer, Peacock, & Co.    | 1,000 mm | Fez parte do patrimônio transferido à Ferrovia Paulista S.A. em 1971. Foi doada à prefeitura de Campinas e ficou em exposição no Parque Portugal por anos. Após atos de vandalismo, foi doada à Associação Brasileira de Preservação Ferroviária, onde operou na extinta Estrada de Ferro Vale do Bom Jesus, entre Pedregulho e Rifaina. Com a desativação do trem, foi transferida para a ABPF - Campinas, onde hoje se encontra aguardando restauração. |
| 303    |        | 4-6-0+T | 1910              | Beyer, Peacock, & Co.    | 1,000 mm | Em exposição em Uberaba, em Minas Gerais. |
| 351    |        | 4-6-0+T | 1910              | Beyer, Peacock, & Co.    | 1,000 mm | Foi alugada à Estrada de Ferro São Paulo e Minas em 1964. Fez parte do patrimônio transferido para à Ferrovia Paulista S.A., em 1971. Foi doada pela própria Ferrovia Paulista S.A. à prefeitura de Monte Alegre do Sul juntamente com um carro da Estrada de Ferro Sorocabana, ficando durante mais de 30 anos em exposição no Balneário Municipal, onde sofreu a ação do tempo. Em 2007, foi iniciada sua recuperação, juntamente com o carro de passageiros, concluída em 2008. Se encontra operacional, tracionando o trem ao longo de 1,5 quilômetros do antigo Ramal de Socorro. |
| 405    |        | 4-6-0+T | 1891              | Beyer, Peacock, & Co.    | 1,000 mm | Fez parte do patrimônio transferido para a Ferrovia Paulista S.A., em 1971. Se encontra na ABPF - Regional Campinas, aguardando restauração. |
| 417    |        | 4-6-0+T | 1896              | Beyer, Peacock, & Co.    | 1,000 mm | Fez parte do patrimônio transferido para a Ferrovia Paulista S.A., em 1971. Foi doada ao Hotel Fazenda Duas Marias, juntamente com 3 carros de passageiros, onde se encontra hoje. |
| 420    |        | 4-6-0+T | 1910              | Beyer, Peacock, & Co.    | 1,000 mm | Fez parte do patrimônio transferido para a Ferrovia Paulista S.A., em 1971. Se encontra preservada estática em Ribeirão Preto, em São Paulo, junto de alguns carros e vagões que também pertenceram à Mogiana. |
| 700    |        | 2-8-2+T | 1925              | Baldwin Locomotive Works | 1,000 mm | Fez parte do patrimônio transferido para a Ferrovia Paulista S.A., em 1971. Exposta em Mairinque, em São Paulo. |
| 725    |        | 2-8-2+T | 1924              | American Locomotive Co.  | 1,000 mm | Alugada à Estrada de Ferro São Paulo e Minas em 1964. Fez parte do patrimônio transferido para a Ferrovia Paulista S.A., em 1971. Na ABPF - Regional Campinas, aguardando restauração. |
| 760    |        | 2-8-2+T | 1945              | Baldwin Locomotive Works | 1,000 mm | Operacional no trem entre Rio Negrinho e Rio Natal, da ABPF - Regional Santa Catarina. |
| 770    |        | 2-8-2+T | 1945              | Baldwin Locomotive Works | 1,000 mm | Fez parte do patrimônio transferido para a Ferrovia Paulista S.A., em 1971. Vendida à Singer, e depois doada à ABPF - Regional Santa Catarina, onde aguarda restauração. |
| 980    |        | 0-4-0WT | 1886              | Hohenzollern             | 1,000 mm | Nos anos 1960, foi para o Museu Ferroviário de Jundiaí, onde ficou juntamente com o carro A-2. Com o remodelamento do museu, foi guardada em um galpão das Oficinas de Rio Claro, abandonada. Em 1995, a ABPF - Regional Campinas resgatou-a e o carro A-3. Hoje, restaurados e operacionais, formam uma composição utilizada em ocasiões especiais. |

Além delas, há, também, a locomotiva diesel-elétrica nº 3136, operacional na ABPF - Regional Campinas, sendo a única do tipo preservada no Brasil.

## Artigo relacionado
- Palácio da Mogiana
- Esporte Clube Mogiana